# Scheid, Schweiz
Scheid (rätoromanska: Sched) är en ort och tidigare kommun i regionen Viamala i kantonen Graubünden, Schweiz. Kommunen blev 2009 en del av den nya kommunen Tomils som 2015 i sin tur blev en del av den nya kommunen Domleschg. Orten består av två delar, Oberscheid (rätoromanska: Purz) och Scheid (rätoromanska: Sched), även benämnt Unterscheid.